# Chrysotus papuanus
Chrysotus papuanus är en tvåvingeart som beskrevs av Henk J.G. Meuffels och Patrick Grootaert 1996. Chrysotus papuanus ingår i släktet Chrysotus och familjen styltflugor. Inga underarter finns listade i Catalogue of Life.